# Bragesgade
Bragesgade er en gade på Ydre Nørrebro i Mimersgadekvarteret. Bragesgade løber mellem Nørrebrogade og Nannasgade. 
Gaden er opkaldt efter den nordiske gud for veltalenhed og skjaldekunsten. Brage er søn af Odin og dermed af aseslægt. I de første årtier af 1900-tallet sluttede Bragesgade allerede ved Rosagade, det daværende navn for Mimersgade. Navnet stadfæstedes i 1926.

## Bygninger
Bragesgade huser indgangen til Nørrebrohallen, hvis hovedbygning blev opført i 1898 som et toetagers værksted og vognhal for Københavns sporvogne. Der kom tilbygninger til hele tiden, fx i 1903, 1907, 1915, 1920. Efter sporvognsdriftens ophør i 1972 blev der lavet boksehal i 1977 og i 1979 kom der idrætshal og tilskuerrum. Nørrebrohallen er for nylig blevet kraftigt renoveret og var noget forfalden for bare få år siden. Nørrebrohallen er tildelt høj bevaringsværdi. Det er det røde hus (8A) overfor også, hvor træningscentret SATS tilbyder motionsfaciliteter i tre etager. Bemærk den lille fine gadelampe. 
Bragesgade 26A er tegnet af V. og B. Ingemann og opført som Manufakturhandlerforeningens stiftelse i 1909 (smukt annonceret på en rulle og med gotisk bogstaver på muren overfor Kingo Kirke). Bygningen holder sig diskret tilbage bag en mur med huller i spidsbuestil, og skaber en plads foran Kingos Kirke. Nr. 26A er propfuld af fine detaljer i smukke mursten. Selv vinduessprosserne har flot udskåret pynt! Stilen er nationalromantik (ca. 1850-1920), hvor man søgte at finde en ægte dansk stil. (I modsætning til den kosmopolitisk orienterede historicisme, hvor man gladelig kopierede tyrkiske minareter til cigarfabrikker eller Paris til Søtorvets pragtbyggeri.) Det var røde mursten, lavet af god dansk jord med hvide fuger, masser af middelalderlige referencer med kamtakker, spir, borgtårne og spidsbuer. Stilen var meget populær til officielle bygninger som skoler eller Københavns Rådhus.
Når man står på Bragesgade, ser det ud som om at Kingos Kirke ligger for enden af gaden, og er et point-de-vue fra Nørrebrogade, men Bragesgade krummer en anelse. Kingos Kirke er tegnet af Kristoffer Varming (som også har tegnet fx Det Natur- og sundhedsvidenskabelige Fakultetsbibliotek, KUB Nord på Nørre Allé). 
Nr. 20, hjørnet ud mod Mimersgade, har en flot muret medaljon med indskriften ”1899”. Bemærk også de tre tårne – Københavns kommunes logo – over døre og vinduer i nr. 12-18.
I Bragesgade ligger Nørrebros bibliotek, samt flere sociale kontorer af forskellig art. I disse lå der i 1990’erne en Fakta og en Irma.
Det lillebitte hus på hjørnet af Mimersgade er også tildelt høj bevaringsværdi. 